# 胡筠 (1791年)
胡筠（1791年—？），字竹均，號鳳庭。江西省新昌縣人，道光二年（1822年）壬午恩科進士。曾任四川省永川縣知縣。曾任道光《重慶府志》協修。